# John Logan
John David Logan (San Diego, 24 de setembro de 1961) é um roteirista, dramaturgo e produtor norte-americano de cinema, teatro e televisão. Ele já trabalhou em filmes como Gladiator, The Aviator, Sweeney Todd: The Demon Barber of Fleet Street, Hugo e Skyfall.

## Vida pessoal
Logan nasceu no dia 24 de setembro de 1961 em San Diego, Califórnia. Seus pais imigraram da Irlanda do Norte para os Estados Unidos através do Canadá. Ele é o filho mais novo, tendo um irmão e uma irmã mais velhos. Logan cresceu na Califórnia e em Nova Jérsei antes de se mudar para Chicago e estudar na Universidade Northwestern, se formando em 1983. Ele já admitiu abertamente ser homossexual.

## Carreira
Logan já era um dramaturgo de sucesso em Chicago quando começou a escrever roteiros. Sua primeira peça, Never the Sinner, conta a história do famoso caso Leopold e Loeb. Peças subsequentes incluíam Hauptmann, sobre o sequestro do bebê de Charles Lindbergh, e Riverview, um musical melodramático que se passava no parque de diversões de mesmo nome em Chicago.
Em 1999, ele escreveu os filmes Bats e Any Given Sunday, além do filme para televisão RKO 281. No ano seguinte, ele escreveu Gladiator, dirigido por Ridley Scott, recebendo indicações ao Oscar de Melhor Roteiro Original e o BAFTA Award de Melhor Roteiro Original. Ele conseguiu novas indicações aos prêmios em 2004 por The Aviator, dirigido por Martin Scorsese e estrelado por Leonardo DiCaprio. Outros filmes notáveis que possuem um roteiro de sua autoria incluem Star Trek Nemesis, The Time Machine, The Last Samurai e o musical Sweeney Todd: The Demon Barber of Fleet Street, filme pelo qual ele venceu um Golden Globe Award de Melhor Filme – Musical ou Comédia.
Em 2009, Logan retornou ao teatro com a peça Red, sobre o artista Mark Rothko. Ela estreou em Londres em 2009, depois sendo interpretada na Broadway, vencendo seis Tony Awards, incluindo o de Melhor Peça.
Seus créditos mais recentes incluem a animação Rango, dirigida por Gore Verbinski e estrelada por Johnny Depp, e os filmes Coriolanus e Hugo; pelo último, ele recebeu mais uma indicação ao Óscar, dessa vez por Melhor Roteiro Adaptado. Logan também escreveu junto com Neal Purvis e Robert Wade o filme Skyfall, vigésima terceira produção da franquia cinematográfica James Bond.
Logan é criador da série "Penny Dreadful". Além de ser produtor da mesma. A série retrata vários contos de horror reunidos na época vitoriana.

## Filmografia
| Ano  | Filme                                          | Notas |
| ---- | ---------------------------------------------- | --- |
| 1996 | Tornado!                                       | Filme para televisão |
| 1999 | Bats                                           | Também produtor executivo |
| 1999 | RKO 281                                        | Filme para televisão |
| 1999 | Any Given Sunday                               | |
| 2000 | Gladiator                                      | Indicação – Oscar de Melhor Roteiro Original Indicação – BAFTA Award de Melhor Roteiro Original Indicação – Las Vegas Film Critics Society Awards de Melhor Roteiro Original |
| 2002 | The Time Machine                               | Também co-produtor |
| 2002 | Star Trek Nemesis                              | |
| 2003 | Sinbad: Legend of the Seven Seas               | |
| 2003 | The Last Samurai                               | |
| 2004 | The Aviator                                    | Indicação – Oscar de Melhor Roteiro Original Indicação – BAFTA Award de Melhor Roteiro Original Indicação – Golden Globe Award de Melhor Roteiro Indicação – Satellite Award de Melhor Roteiro Original Indicação – Writers Guild of America Award de Melhor Roteiro Original Indicação – Broadcast Film Critics Association de Melhor Roteirista |
| 2007 | Sweeney Todd: The Demon Barber of Fleet Street | Também produtor Golden Globe Award de Melhor Filme – Musical ou Comédia |
| 2011 | Rango                                          | Annie Award de Melhor Roteiro em uma Produção |
| 2011 | Coriolanus                                     | Também produtor |
| 2011 | Hugo                                           | Indicação – Oscar de Melhor Roteiro Adaptado Indicação – Writers Guild of America Award de Melhor Roteiro Adaptado Indicação – Alliance of Women Film Jornalists Award de Melhor Roteiro Adaptado Indicação – Broadcast Film Critics Association Award de Melhor Roteiro Adaptado Indicação – Chicago Film Critics Association Award de Melhor Roteiro Adaptado Indicação – Phoenix Film Critics Society Award de Melhor Roteiro Adaptado Indicação – San Diego Film Critics Society Award de Melhor Roteiro Adaptado Indicação – Washington, D.C. Area Film Critics Association Award de Melhor Roteiro Adaptado |
| 2012 | Skyfall                                        | BAFTA Award de Melhor Filme Britânico |
| 2013 | Noah                                           | |
| 2015 | Spectre                                        | |
| 2014 | "Penny Dreadful"                               | Série de TV. |